# Varáha

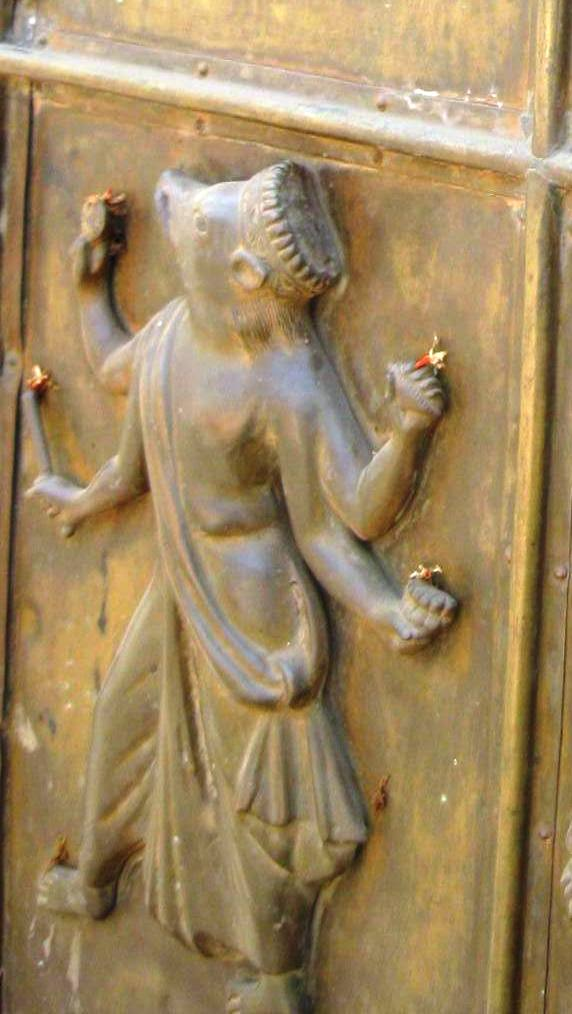
Varáha Searsole Rajbari rézszekérén (Nyugat-Bengália, India)

Varáha (dévanágari:वराह, jelentése: "vadkan"), a vadkan, a hinduizmus mitikus alakja, Visnu isten harmadik megtestesülése, avatárája. Varáha a hindu mitológia szerint az emberiség aranykorában, a Szatja-jugában jelent meg, hogy a Földet visszahozza az alvilág mocsarából.
Festményeken vagy faragványokon gyakran látható vadkanarcú félemberként, vagy teljes vadkan formában is, amint éppen a Földet emeli fel. Kezeiben kagylókürtöt, korongot, lótuszt és buzogányt tart. Néha harc közben is ábrázolják, keze lehet védelmező vagy áldásosztó helyzetben is.
A 900-925 körül homokkőből készült Khadzsuráhói Varána szobor 2,6 méter hosszú és 1,7 méter magas. Arányai nem egyeznek meg egy vadkanéval. A testén különféle istenek, istennők és egyéb lények ábrázolása látható.
A Varáha mondakörrel van összefüggésben, hogy Visnut áldozati vadkannak is nevezik. 

## Varáha az indiai rege- és mondakincsben

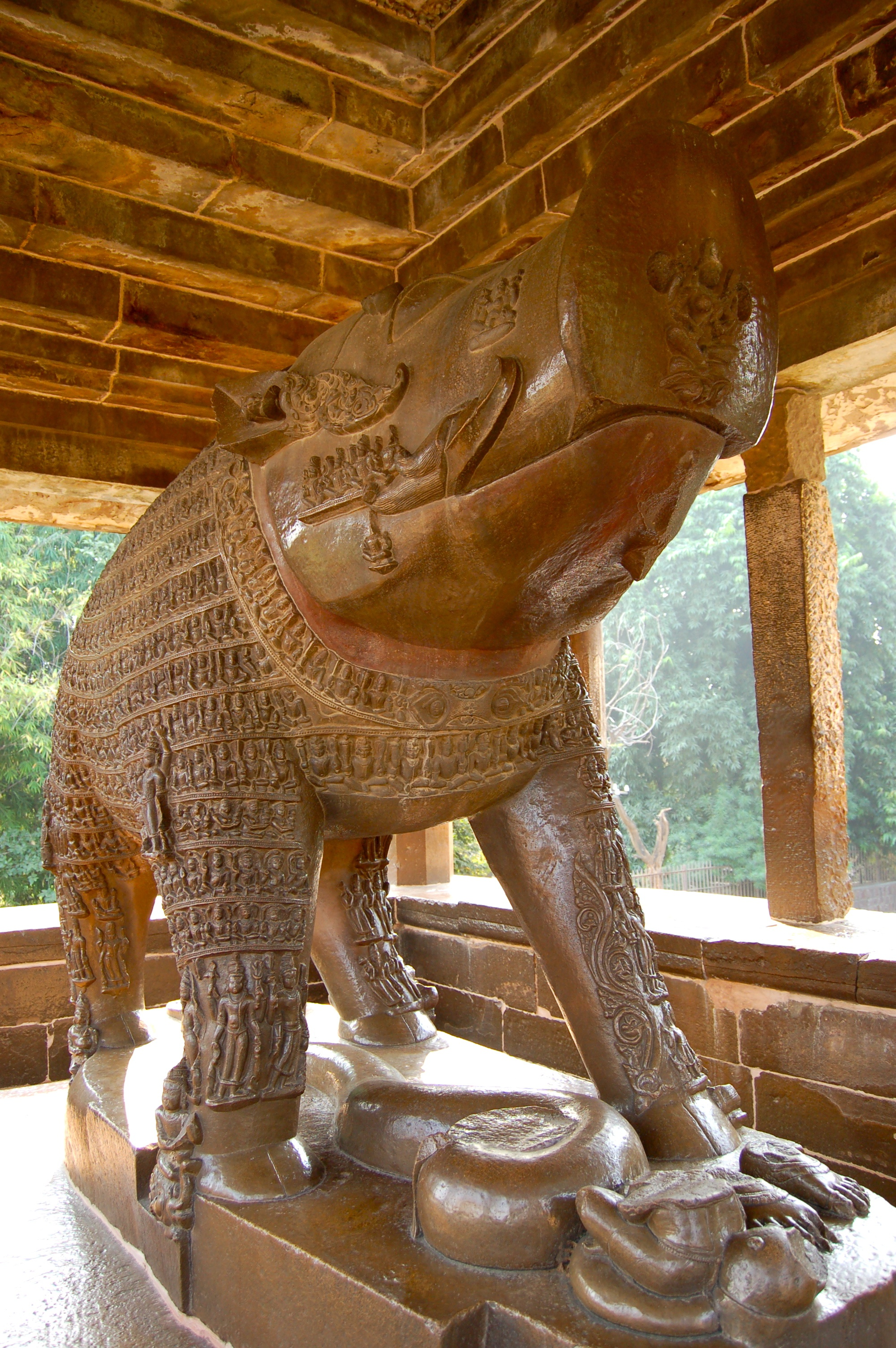
Varáha

Az indiai regék és mondák három fő csoportba sorolhatók.
1. A Védák, mely már i.e. 2. évezredben létezett. Az ősi szanszkrit nyelven keletkezett szent szövegeket, himnuszokat az i. e. 2. évezredben északnyugatról bevándorló indoeurópai nép, az árják hozták magukkal. Visnu mint kisebb isten már megjelenik a Rigvédában is, a legősibb védában.
2. Az ie. 1500-500 között rendszerezett brahmanizmus melyben Visnu már a három főistenség, a trimúrti egyike. Már kialakulásától két fő vallási irányzat különböztethető meg, a Siva központú saivizmus és a Visnu központúvaisnavizmus.
3. A 6. században a hinduizmus az új vallások, a buddhizmus, dzsainizmus és az iszlám nyomására a brahmanizmus gyökerein alakul ki, magába olvasztva helyi vallási elemeket, isteneket is. Megjelenik Visnu tíz avatárája, melyek közül a harmadik avatára Varáha, a vadkan.

A vadkan mint isteni alak a helyi vallási elemekből kerül a hinduizmusba. Az indiaiak számára ősi regéik, mondáik ma is élők, a mindennapi életük részei.
A mondának számos változata ismert a természeti népeknél. A vadásztörzsekre jellemző, hogy valamilyen állat hozza fel a Földet az őstenger mélyéről. India ősi törzsei közül a mundák ismerik a vadkan kultuszt, a vadkanáldozatot, valószínű, ennek egy verziója került át a hinduizmusba. A Földet felhozó vadkan neve a legősibb ind szövegekben "Émúsa", ez szintén India őslakóinak nyelvéből származik.
A hinduizmusban a monda átalakul, már nem a Föld teremtésének ősi legendája, hanem a dévák és az aszurák ellenségeskedése során a tenger mélyére került föld újrateremtése.

## Varáha legendája

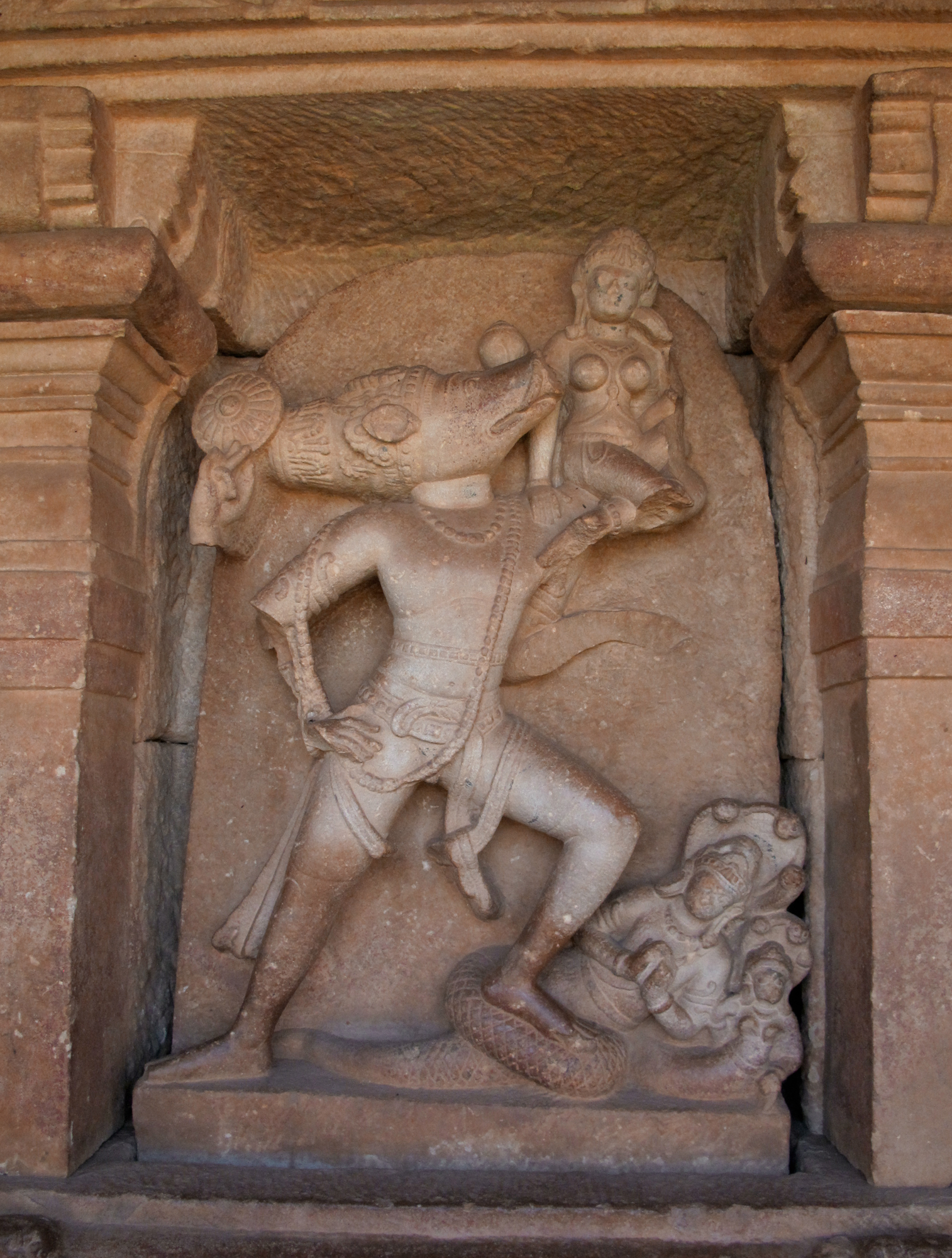
Visnu a kiemelt Földdel

Az aszurák (ellenistenségek, démonok) között is voltak olyanok akik hittek Visnuban. A Daitják nemzetségéből származó két testvért, Hiranjaksát és Hiranjakasiput erős hitének jutalmaként Visnu kapuőrnek emelte ki palotájába. Egyszer az ősbölcsek, a risik érkeztek a kapuhoz, nekik állandó szabad bejárásuk volt Visnuhoz. A kapuőrök ezt nem tudták, és egyre erőszakosabban léptek fel az ősbölcsek ellen. Ekkor az egyik risi, Durvásza, megátkozta a kapuőröket, hogy alantasabb létformában szülessenek újra a Földön. A nagy szentek átkát már Vinu sem változtathatta meg, a két aszúra lehanyatlott a földre. Újjászületésük után nem emlékeztek a történtekre, de arra igen, hogy az istenek részéről méltánytalanság érte őket.
Hiranjaksa hatalmas uralkodóként született újjá, és bosszúból a Földet a tenger alá süllyesztette. Az istenek Visnunak könyörögtek segítségért. Visnu vadkanként leszállt a tengermélyére, óriási agyaraival kiemelte, és a felszínre hozta.
Hiranjaksát óriási agyarával elpusztította.
A Földet szépséges nő alakjában, Prithiviként hozta a felszínre, akit Visnu vállán ülve ábrázolnak.
A történet részletes leírása a Srímad Bhágavatam harmadik részében található

## Gupta-kori ábrázolása

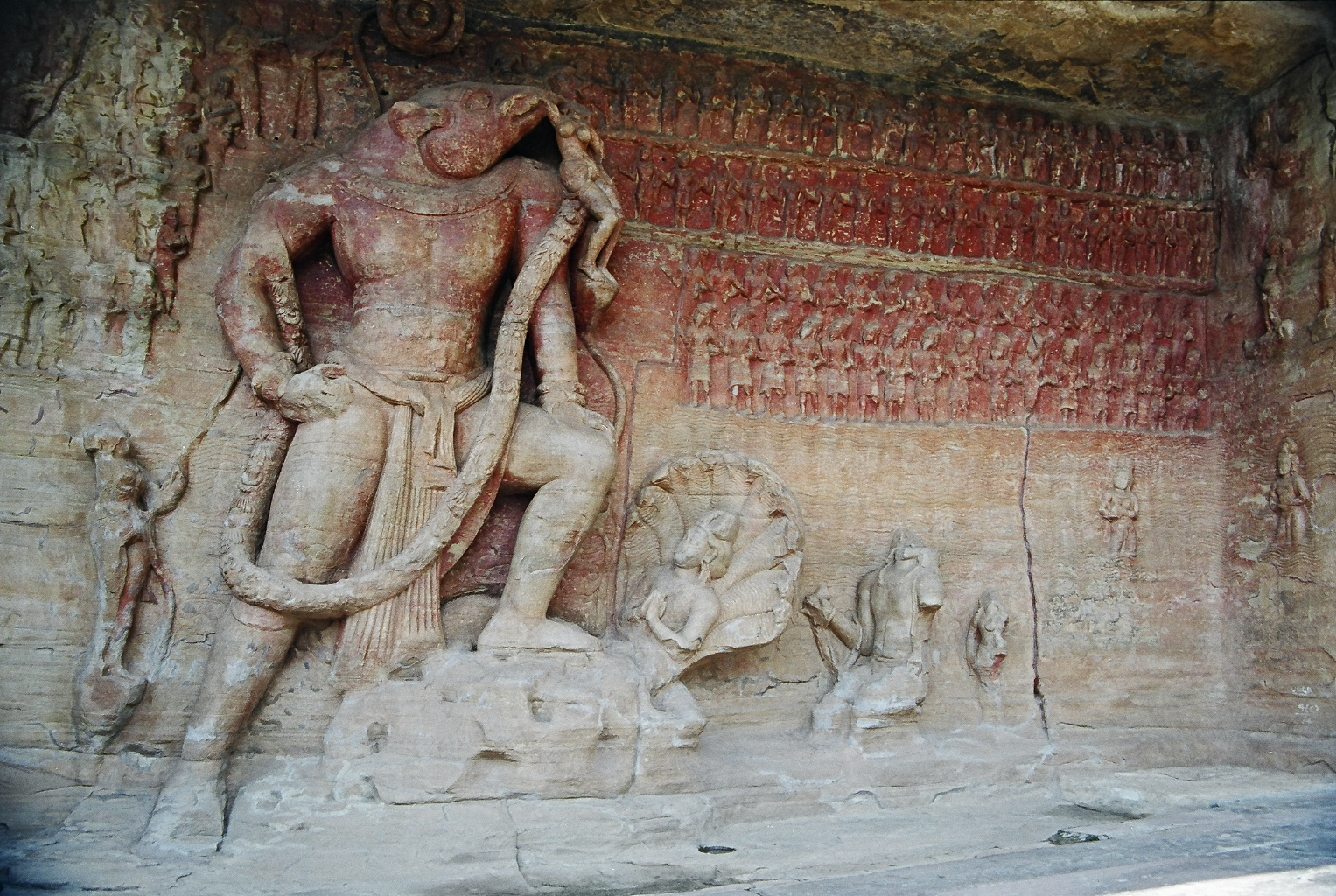
Udajagiri Varáha ábrázolás

Gupta-kori ábrázolásai közül legnevezetesebb az Udajagiriben (Ándhra Prades) található monumentális dombormű. Udajagiriben húsz barlangszentélyt vájtak a sziklába, az 5. számú barlangban található a Varáha-dombormű.
A barlangbelső domborművén a Varáha vadkan fejjel, embertesttel jelenik meg (nrivaráha, „ember-vadkan”), agyarán tartva az istennő alakjában megszemélyesített Földet. Bal lábával a legyőzött kígyó démonon, a királyon tapos. Testén keresztben Visnu erdei virágokból font füzére (vanamála) látható. A Varáha mint a legfőbb istenség megtestesülése előtt hódoló bölcsek hosszú sorokban jelennek meg a Vadkan két oldalán. A vizet, az óceánt hullámvonalak jelzik.

## Varáha-purána
A Varáha-purána a tizennyolc fő puránához tartozik, annak is a Visnuhoz tartozó csoportjába.